# Plaça de Sant Josep (Barcelona)
La plaça de Sant Josep és un espai a tocar de la Rambla de Barcelona, ocupat pel mercat de la Boqueria. Inclou el conjunt arquitectònic del mateix nom, catalogat com a bé cultural d'interès local.

## Història
El 1586 es va fundar el convent dels carmelites descalços (anomenats «els josepets» per ser els difusors de l'advocació de Sant Josep) a la Rambla. Va ser desamortitzat durant el Trienni Liberal i l'Ajuntament de Barcelona hi va projectar la construcció d'una gran plaça que allotgés el mercat de la Boqueria. El projecte es va paralitzar arran del retorn dels béns desamortitzats durant la Dècada Ominosa, però es va reprendre el 1836 arran de la Desamortització de Mendizabal, i a tal efecte, el setembre del 1837 es va formar una comissió especial. Després de diverses vicissituds, el gener del 1840 es va aprovar un projecte de Mas i Vila de plaça porxada, la primera pedra de la qual va ser col·locada el 19 de març del mateix any, dia de Sant Josep.
El maig del 1846 es va modificar el projecte amb l'afegit d'un pis més, i l'agost se'n va augmentar la superfície. El setembre del 1848 es va aprovar el projecte d'una peixateria panòptica a l'actual plaça de Sant Galdric, i Josep Carreras i d'Argerich, propietari del veí Palau de la Virreina, va cedir a l'Ajuntament de Barcelona el passatge a través de la planta baixa per a accedir-hi des de la Rambla.

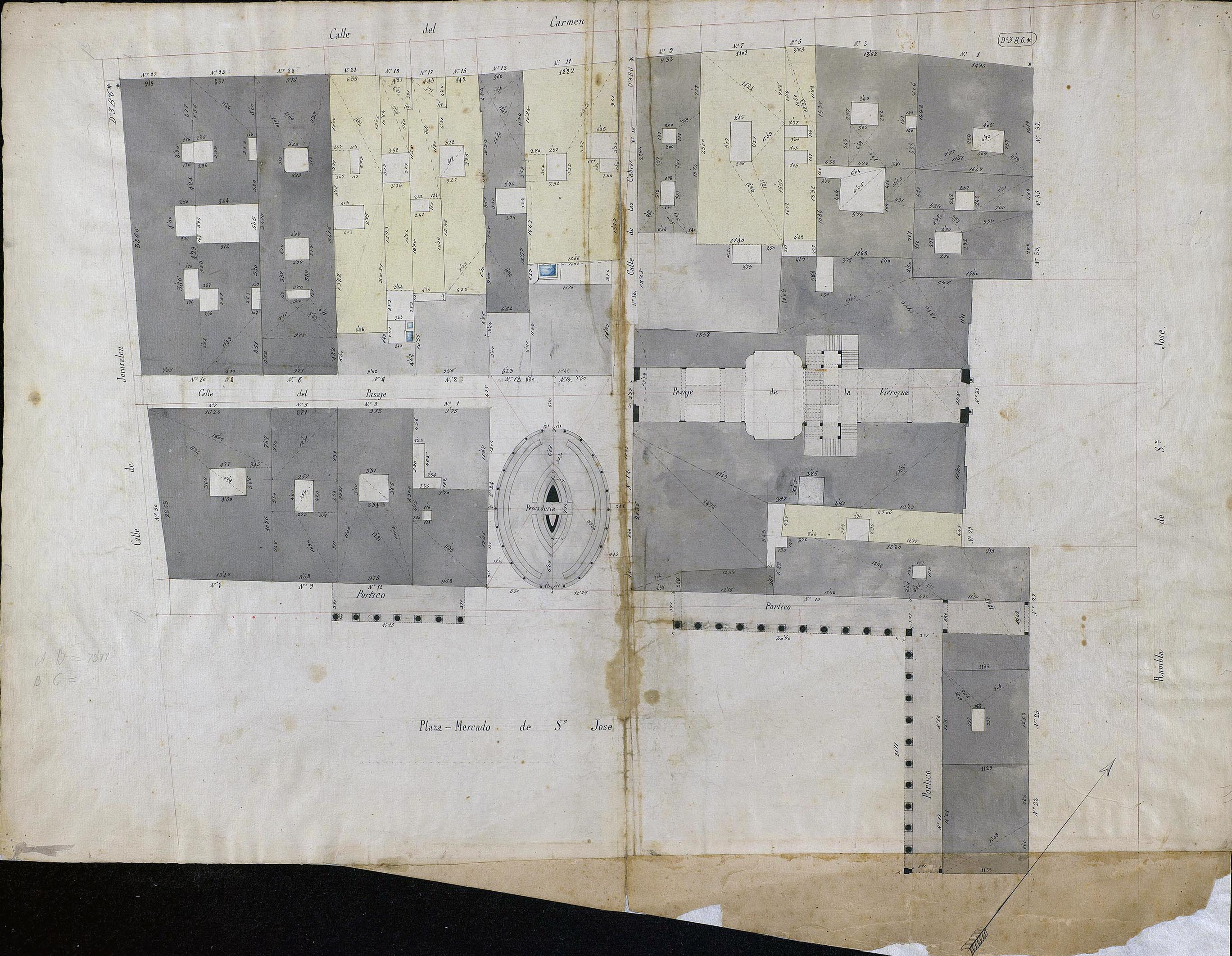
Quarteró núm. 69 de Garriga i Roca (c. 1860)

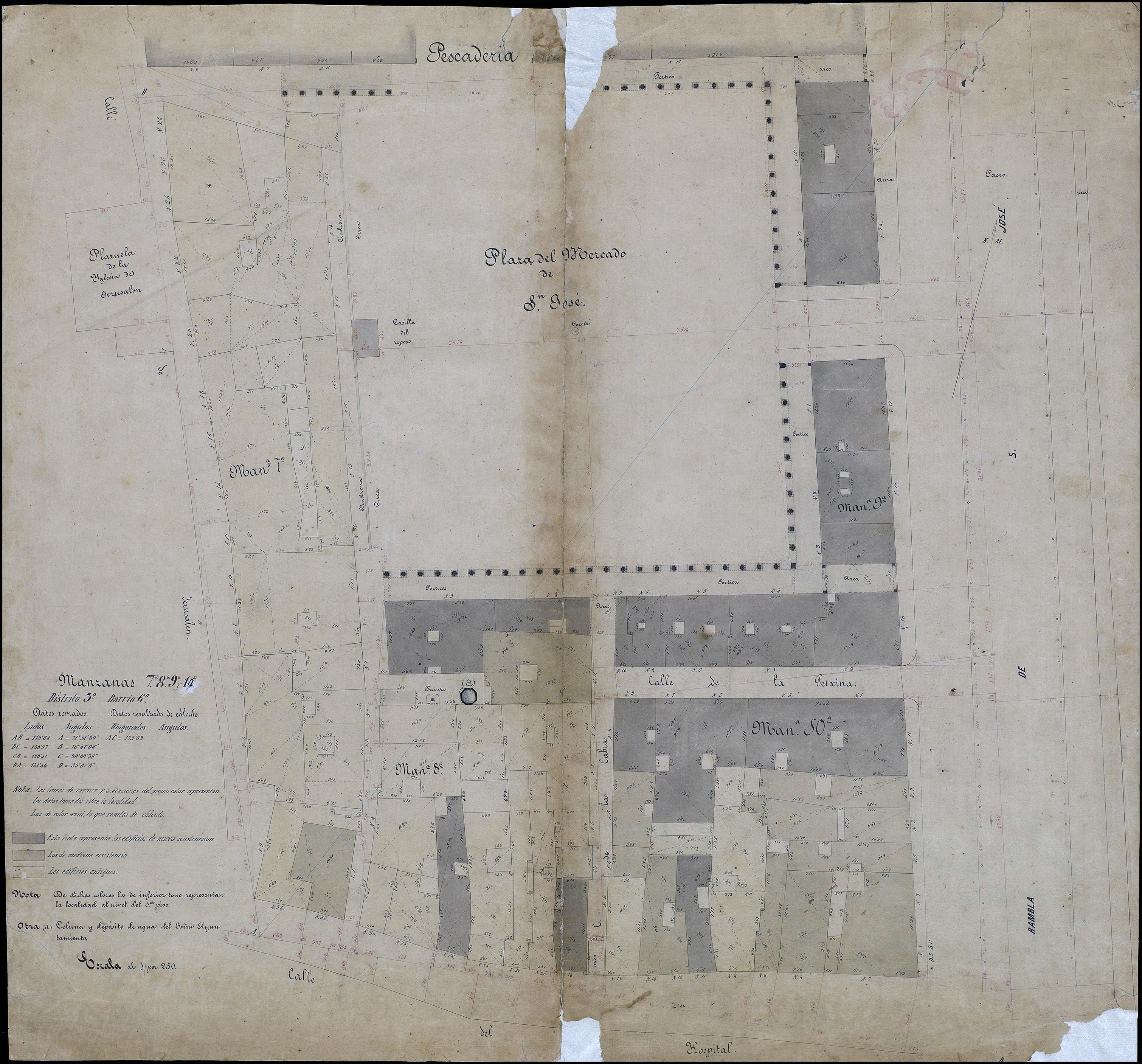
Quarteró núm. 58 de Garriga i Roca (c. 1860)

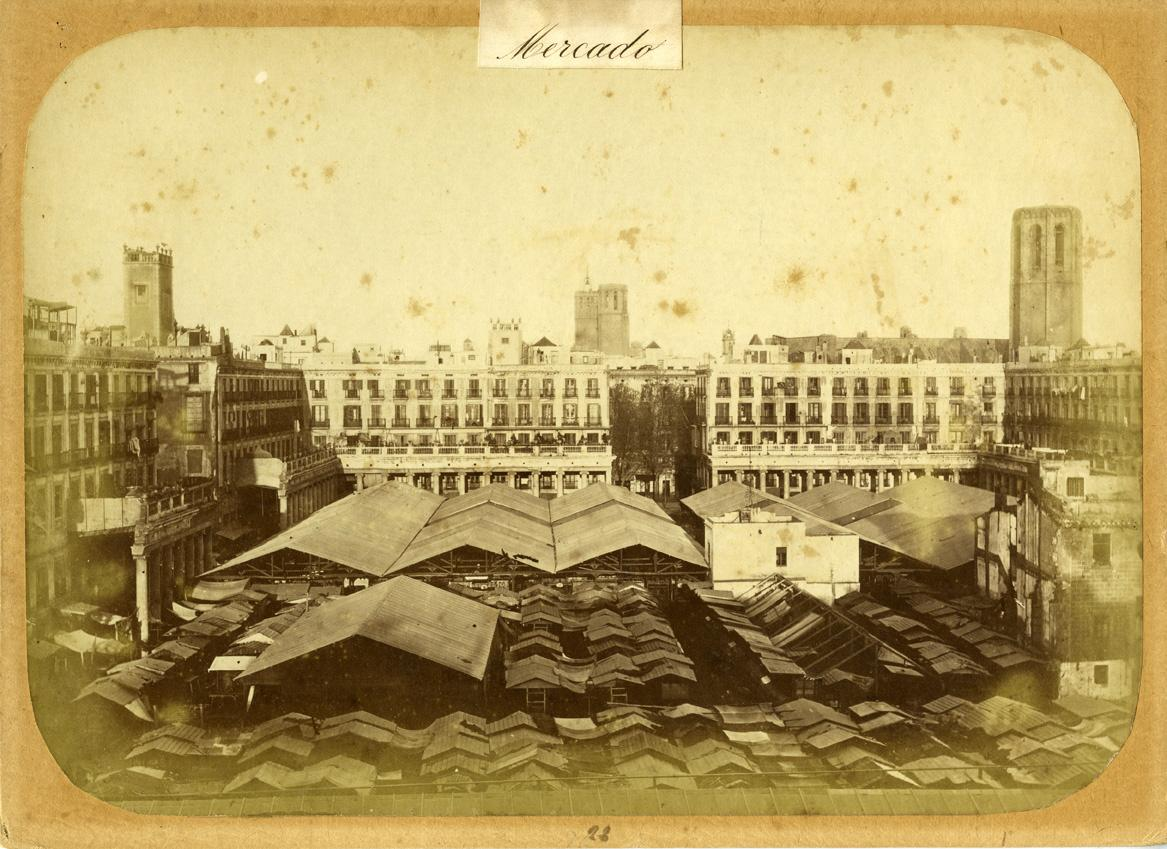
Vista de la plaça de Sant Josep amb el mercat de la Boqueria a l'àlbum Bellezas de Barcelona (1874)

## Descripció
La plaça porxada de Sant Josep està envoltada per un conjunt d'edificis de planta baixa, entresòl, pis principal, dos pisos i terrat transitable. A les façanes de la Rambla, presenten grans portals allindanats a la planta baixa i balcons correguts amb volada de pedra a l'entresol i el principal. Aquests balcons són tancats amb barrots de forja profusament ornamentats. Les obertures d'aquestes façanes presenten dimensions decreixents pis rere pis, sempre emmarcades amb muntants i llindes de pedra i tancades per balcons simples i ampitadors en el tercer i quart nivell respectivament. A la resta, els murs es presenten revestits amb morters decorats a quarterons fins a l'alçada del cornisament superior, ornat a base de mènsules.
Des de la Rambla, la plaça té un accés central en forma de carrer, actualment dedicat al restaurador Ramon Cabau (Lleida, 1924 - Barcelona, 1987), i dos laterals (inscrits dins de dos arcs de mig punt que abracen la planta baixa i l'entresol) que enllacen amb la porxada, englobant dins d'una columnata els portals interiors de la planta baixa i els balcons ampitats de l'entresol dels immobles. Els porxos són coberts per voltes rebaixades sobre columnes d'ordre jònic gegant, que al seu torn, sostenen un entaulament motllurat que serveix de basament a les baranes de terracota de la coberta, que actua al mateix temps com a eixida del pis principal dels immobles.